# David Olshanetsky
David Olshanetsky (nacido en 1997) es un bloguero y empresario británico-israelí de Tumblr. También es conocido como TheShitneySpears, el nombre de su blog.

## Biografía
Olshanetsky nació en Israel en 1997. Su familia viajó a Rusia y Estados Unidos, antes de establecerse finalmente en Surrey (Reino Unido). Comenzó a escribir blogs en Tumblr a la edad de 14 años.
La popularidad de Olshanetsky aumentó después de que sus seguidores se interesaran en las entradas estilo diario sobre sus relaciones en 2013. El 16 de septiembre de 2015, publicó una publicación colaborativa con Charli XCX patrocinada por Red Bull. En 2016, Tumblr lo mostró como la cuenta masculina más popular en Europa y la quinta cuenta más popular a nivel mundial. 
En el verano de 2017, trabajó con Festival Republic y Live Nation para reducir las tasas de homofobia y delitos de odio en los festivales de música británicos más populares. Informó en nombre de Tumblr en el V Festival del mismo año. En 2018 copresentó un episodio de The Calum McSwiggan Show en Fubar Radio.
En 2018 lanzó el podcast de Spotify David's out for a good time cubriendo temas LGBT y de cultura pop.

## Vida personal
Está estudiando Licenciatura en Inglés y Medios en Goldsmiths, Universidad de Londres.
Olshanetsky se declaró bisexual ante sus seguidores el 20 de septiembre de 2016.